# Basna
Basna è una suddivisione dell'India, classificata come census town, di 8.813 abitanti, situata nel distretto di Mahasamund, nello stato federato del Chhattisgarh. In base al numero di abitanti la città rientra nella classe V (da 5.000 a 9.999 persone).

## Geografia fisica
La città è situata a 21° 16' 60 N e 82° 49' 0 E e ha un'altitudine di 265 m s.l.m..

## Società

### Evoluzione demografica
Al censimento del 2001 la popolazione di Basna assommava a 8.813 persone, delle quali 4.523 maschi e 4.290 femmine. I bambini di età inferiore o uguale ai sei anni assommavano a 1.219, dei quali 637 maschi e 582 femmine. Infine, coloro che erano in grado di saper almeno leggere e scrivere erano 6.121, dei quali 3.489 maschi e 2.632 femmine.